# Michael Beck (Politiker)

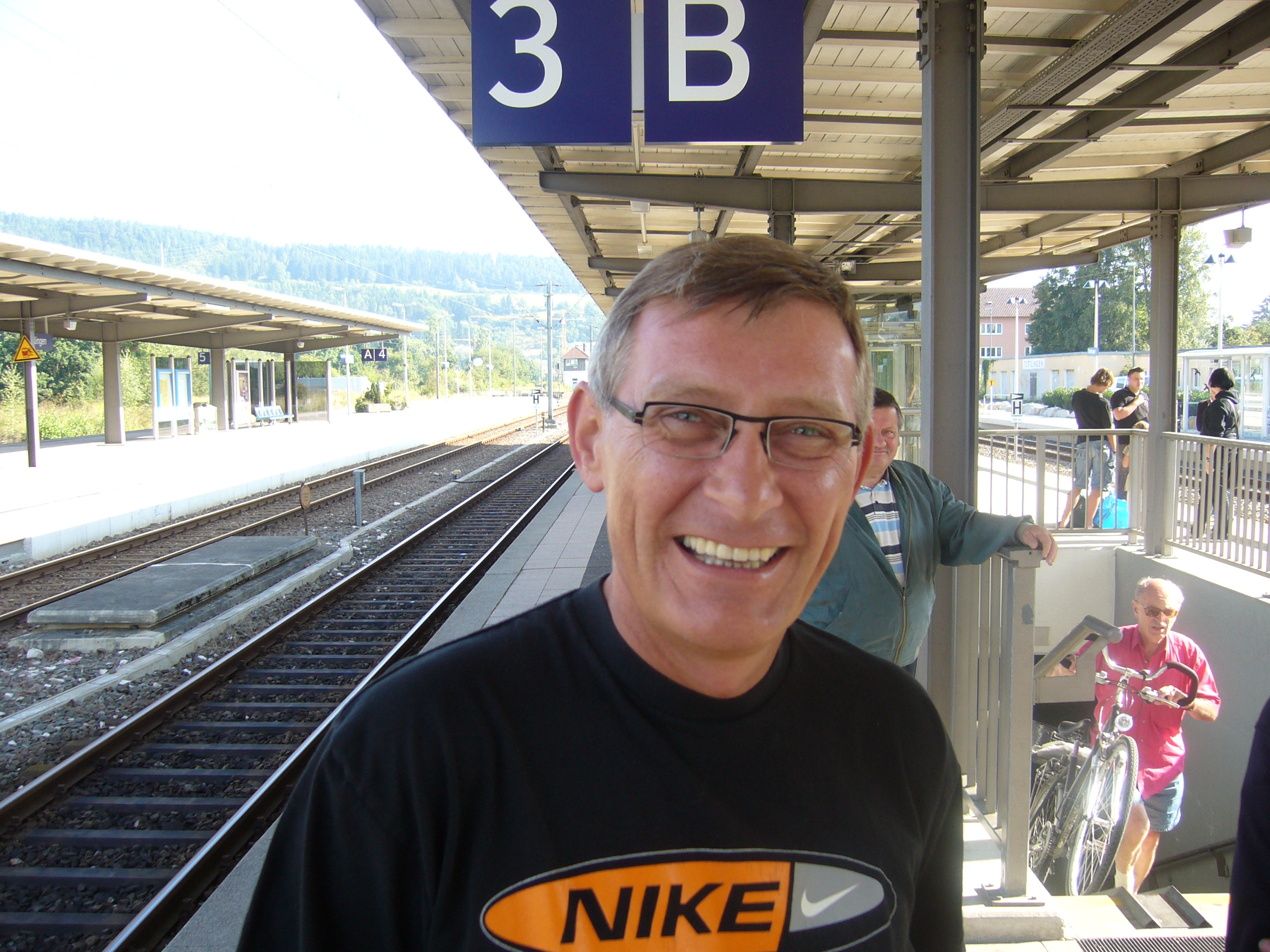
Michael Beck im Bahnhof Tuttlingen (2008)

Michael Beck (* 4. November 1960 in Stetten am kalten Markt) ist ein baden-württembergischer Politiker der CDU und seit 2004 Oberbürgermeister der Stadt Tuttlingen.

## Biographie
Nach dem Abitur studierte Beck Rechtswissenschaft an der Eberhard-Karls-Universität Tübingen und schloss dieses Studium mit dem Ersten Juristischen Staatsexamen ab. Darauf folgte der Vorbereitungsdienst am Landgericht Hechingen und das Zweite Staatsexamen. Anschließend arbeitete Michael Beck als Verwaltungsjurist beim Landratsamt Aalen, wurde dann Pressesprecher und Referent des Tübinger Regierungspräsidenten Max Gögler. Ab 1992 war er Richter am Verwaltungsgericht Sigmaringen. 

### Bürgermeister
1994 wurde er zum Bürgermeister der Stadt Burladingen gewählt. Dieses Amt gab er 1999 für den Posten des Ersten Bürgermeisters der Stadt Böblingen auf. 

### Oberbürgermeister
Ende 2003 trat Beck zur Oberbürgermeisterwahl in Tuttlingen an und setzte sich mit 59,5 % der abgegebenen Stimmen gegen den Kandidaten der Liste Bürgerbeteiligung und Umweltschutz Hans-Martin Schwarz durch, der 38,4 % der Stimmen erhielt. Beck trat sein Amt 2004 an und wurde im gleichen Jahr in den Kreistag des Landkreises Tuttlingen gewählt, dem er seitdem angehört. 2011 und 2019 wurde er als Oberbürgermeister wiedergewählt. 
Michael Beck ist seit 1980 Mitglied der CDU. Er ist katholisch, verheiratet und hat drei Kinder.
Sein Bruder Ernst-Reinhard Beck war von 2002 bis 2013 Mitglied des Deutschen Bundestages.